# Kreuzkirche (Bremerhaven)

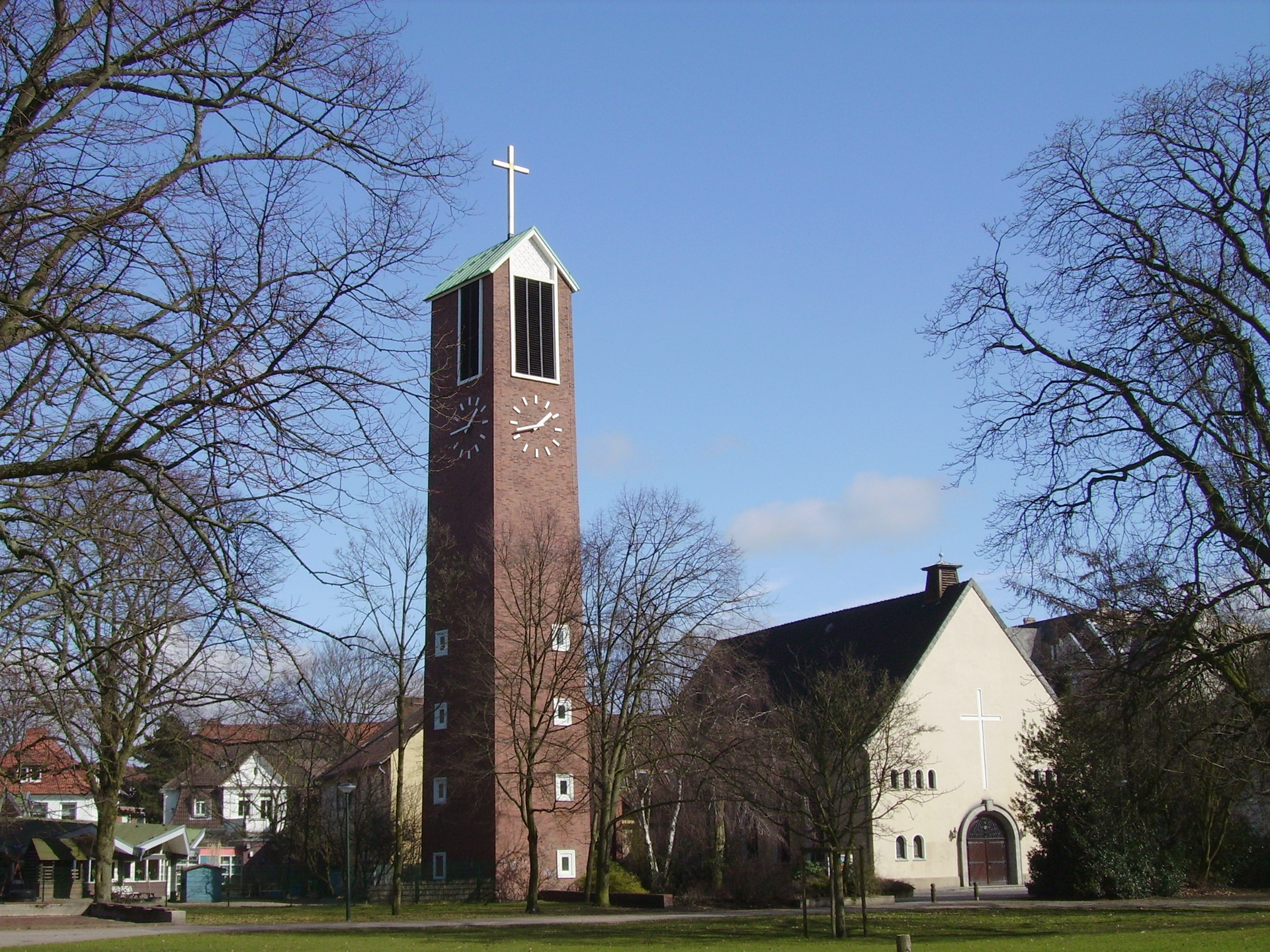
3. Kreuzkirche

Die evangelisch-lutherische Kreuzkirche Bremerhaven wurde 1863 an der Ecke Rampenstraße/Keilstraße erbaut und 1877 durch eine etwas größere Kirche an derselben Stelle ersetzt, welche 1944 im Zweiten Weltkrieg zerstört wurde. 1952 wurde am Bgm.-Martin-Donandt-Platz ein ehemaliges Völkerkundemuseum zur dritten Kreuzkirche umgebaut, die damit die erste Nachkriegskirche von Bremerhaven wurde.
Das Kirchengebäude mit Gemeindehaus von 1952 sowie das Pfarrhaus von 1955 stehen seit 2023 unter Bremischen Denkmalschutz.

## Geschichte
Als ab 1827 die Freie Reichs- und Hansestadt Bremen in dem nördlichen Winkel zwischen Geeste und Weser ihren vorgelagerten Hafen anlegte, wollte Bürgermeister Smidt im neuen Bremerhaven nur eine vereinte (unierte) Kirchengemeinde für alle evangelischen Glaubensgemeinschaften – Reformierte und Lutheraner sowie auch sogenannte Sekten – gemeinsam haben. 1860 beantragten 46 lutherische Haushaltsvorstände beim Bremer Senat vergeblich, ihnen in Bremerhaven eine selbständige ev.-luth. Kirchengemeinde zu gestatten. 1861 erhielten sie zumindest die Erlaubnis, einen Verein zur Anstellung eines lutherischen Predigers zu gründen. Am 7. Januar 1862 wurde Justus Ruperti zum ersten lutherischen Pastor des Vereins ordiniert, welcher seit 1857 in der Kapelle des Auswandererhauses predigte.

### 1. Kirche (1863–1876)

1. Kreuzkirche (1863–1876) und Pfarrhaus (1862–1944)

1863 errichtete der Verein die erste Kreuzkirche mit 340 Sitzplätzen an der Ecke Rampen-/Keilstraße, wo heute die katholische Edith-Stein-Schule steht. Die Kirche hatte keinen Turm und machte eher den Eindruck einer Kapelle, insbesondere als unmittelbar westlich davon die katholische Kirche St. Marien errichtet wurde. Die erste Kreuzkirche war entgegen dem Üblichen in Nord-Süd-Richtung gebaut worden, wobei der Eingang im Süden und ein kleiner Chor im Norden lag. Links (westlich) neben der Kirche befand sich ein kleines Bethaus bzw. Lehrsaal für den Konfirmandenunterricht.
Im Jahr davor war in der Rampenstraße 14 das Pfarrhaus für Pastor Ruperti erbaut worden. 1865 wurde der Verein als ev.-luth. Kirchengemeinde vom Bremer Senat anerkannt.

### 2. Kirche (1877–1944)

2. Kreuzkirche

Nachfolger von Pastor Ruperti wurde sein späterer Schwiegersohn Friedrich Hashagen. Dieser ließ nach 14 Jahren die von seinem Schwiegervater errichtete Kreuzkirche abreißen und weihte 1877 an derselben Stelle die zweite Kreuzkirche mit Platz für 500 Besucher ein. Auch diese Kirche hatte nur einen Dachreiter als Turm, stand aber traditionell in Ost-West-Richtung längs zur Keilstraße.

Siegel und Unterschrift des Pastors Tappenbeck vom 3. Dezember 1930

Die Kirche erhielt 1937 eine neue Orgel der Firma W. Sauer (Frankfurt/Oder) mit 32 klingenden Stimmen auf drei Manualen und Pedal. Der Dispositionsentwurf stammte von dem Bremer Domorganisten Richard Liesche.
Am 18. September 1944 fiel diese Kreuzkirche den Bomben zum Opfer.
Die Gottesdienste der Kreuzkirchengemeinde fanden zunächst in einem Klassenraum der teilweise zerstörten Körner-Schule, dann im Zeichensaal der Uhland-Schule und nach dem Wiederaufbau der Bgm.-Smidt-Schule (Schulzentrum Mitte/Lloyd-Gymnasium) in deren Aula statt.

### 3. Kirche (1952)
1952 wurde auf dem Bürgermeister-Martin-Donandt-Platz die dritte langrechteckige Kreuzkirche mit Satteldach und dem großen rundbogigen Portal nach Plänen von Fritz Berg (Hannover) und Hans Siegers (Bremerhaven) gebaut und zusammen mit dem Alten Saal in Betrieb genommen. Die erste nach dem Krieg in Bremerhaven gebaute Kirche befindet sich auf dem Grundstück, welches ursprünglich Teil der ersten Gasanstalt Bremerhavens war.

Die Bleiverglasungen mit biblischen Szenen stammt vom Bremer Glaskünstlers Heinz Lilienthal.  Breite Flügeltüren zum Gemeindehaus ermöglichen eine Vergrößerung der Raumkapazitäten. Der Alte Saal im südlichen Gemeindehaus hat eine offene Holzbalkendecke und die bauzeitlich erhaltenen Buntglasfenster.

1955 kam das von Hans Siegers 1950 geplante eingeschossige Pfarrhaus hinzu.
1961/62 erhielt die Kreuzkirche einen freistehenden Turm sowie den Neuen Saal, Büro- und Gruppenräume und Dienstwohnungen.

Der Kindergarten vervollständigte 1972 das Gemeindezentrum. Der Gemeindesaal brannte 1983 aus und musste renoviert werden. Im Januar 2012 wurde das neue Familienzentrum im Gemeindehaus eingeweiht.
Das Kruzifix ist von Georg Grygo.

### Kirchengemeinde
Die Kirchengemeinde mit 3300 Mitgliedern (2022) hat einen Frauenclub, Seniorengruppen, das Cafe zur Marktzeit und Bibelkreise sowie einen Chor, einen Posaunenchor sowie eine klassische Gitarrengruppe. Sie engagiert sich seit 2014 im Flüchtlingsnetzwerk. Sie unterhält einen Kindergarten und ein benachbartes Familienzentrum.
2012 feierte die Kirchengemeinde ihr 150-jähriges Bestehen mit vielen Veranstaltungen, die sich über das gesamte erste Halbjahr 2012 erstreckten.

#### Pastoren
- 1863–1871: Justus Ruperti
- 1871–1879: Friedrich Hashagen
- 1879–1882: Walter Kreusler
- 1882–1924: Jacob Schnackenberg
- 1924–1930: Walter Tappenbeck
- 1931–1937: Ernst Minor
- 1938–1944: Hermann Junker
- 1945–1953: Otto Gehrke
- 1954–1960: Martin Kiunke
- 1960–1963: Carl-Jürgen Kiefer
- 1961–1991: Joachim Scholz
- 1965–1975: Gerold Maaß
- 1976–1983: Hans Joachim Schliep
- 1983–1994: Hans Dittmar
- 1992–1994: Monika Drewes
- 1993–1994: Johannes Link
- 1994–2009: Andreas Maack
- 1995–2002: Wolf-Dietmar Seidel
- 2003–2012: Stefan Warnecke
- seit 2010: Götz Weber